# 壱岐洋洋
- 日本 > 長崎県 > 壱岐市 > 壱岐洋洋
- 日本 > 市町村 > 市町村歌 > 長崎県の市町村歌一覧 > 壱岐洋洋

壱岐市市歌「壱岐洋洋」（いきししか いきようよう）は、日本の長崎県壱岐市が制定した市歌である。作詞・藤本健人、作曲・小椋佳、編曲・川辺真。

## 解説
2004年（平成16年）3月1日に旧壱岐郡の4町合併により発足した壱岐市の市歌である。壱岐四町合併協議会では合併後の市歌につき「新市において新たに定める」と取り決められ、旧4町が制定していた町歌や町民音頭等は全て廃止されることになった。
新市の発足後、合併協定に基づき直ちに「市歌(歌詞)選定委員会」が市役所に設置され歌詞の懸賞募集を実施する。入選作は市内郷ノ浦町からの応募で、市からの依頼により小椋佳が作曲、川辺真が編曲し市制1周年の2005年（平成17年）3月1日に制定告示が行われた。市歌の制定意義は「壱岐市誕生1周年を迎えるにあたり、新たな時代にふさわしい市のイメージを創出し、市のシンボルとする」こととされ、式典等で演奏する正調の他に「音頭バージョン」および「マーチバージョン」の2種類のアレンジも作られている。
制定後は防災無線で市歌が演奏されるようになったが、2020年（令和2年）になり市議会へ「市歌の認知度を上げるため、市役所の電話保留音に採用して欲しい」とする陳情が行われ、産業建設委員会での審議を経て採択された。